# لیگ عدالت نیروی ویژه (بازی ویدئویی)
لیگ عدالت نیروی ویژه (به انگلیسی: Justice League Task Force) (به ژاپنی: ジャスティス・リーグ) یک بازی مبارزه‌ای رقابتی است که توسط سان‌سافت توسعه یافته و به‌وسیلهٔ اکلیم انترتینمنت در سال ۱۹۹۵ برای کنسول‌های سوپر نینتندو و جنسیس توزیع شد. نسخه سوپر نینتندو با همکاری بلیزارد انترتینمنت ساخته شد، ولی نسخه سگا جنسیس توسط Condor, Inc. ساخته شد (که اکنون با نام بلیزارد شمال شناخته می‌شود).
این بازی شامل شخصیت‌هایی از تیم لیگ عدالت در کتاب‌های کامیک دی‌سی کامیکس، از جمله سوپرمن، بتمن، واندر وومن، گرین ارو، فلش و آکوامن است. همچنین اعضای دیگر لیگ عدالت، مارشن من‌هانتر و فایر، و همچنین شخصیت ابرشرور Shrapnel نیز قرار بود حضور بیابند، اما به دلیل محدودیت‌های حافظه مجبور به حذف شدند.

## داستان

صفحه یک دور معمولی از بازی (نسخه SNES).

دارک‌ساید با حمله به سیاره زمین، پایگاه نظامی را از بین می‌برد. بازیکن کنترل عضوی از لیگ عدالت که انتخاب کرده را در اختیار می‌گیرد و اعضای دیگر را برای کسب اطلاعات ردیابی می‌کند تا توسط آن‌ها مورد حمله قرار گیرد. همان‌طور که قهرمان سایر اعضای لیگ عدالت را شکست می‌دهد، آن‌ها متوجه می‌شوند که آنها در واقع همانندهای اندروید هستند. با رسیدن به این نتیجه، قهرمان برای کسب اطلاعات بیشتر با چیتا و سپس دسپورو می‌جنگند.
هر دو قهرمان را به دارک‌ساید می‌رسانند، که سپس قهرمان را مجبور به مبارزه با نسخه تکراری خود می‌کند. با شکست دادن کلون، قهرمان باید خود با دارک‌ساید روبرو شود. پس از اینکه قهرمان او را شکست داد، سایر اعضای لیگ آزاد می‌شوند و پایگاه نظامی دوباره احیا می‌شود.

## بازتاب‌ها
لیگ عدالت نیروی ویژه بیشتر نظرات منفی را دریافت کرد. چهار منتقد الکترونیک گیمینگ مانثلی امتیاز نسخه سگا جنسیس را با کسب ۵٫۸۷۵ از ۱۰ امتیاز، با انتقاد از انیمیشن متلاشی، تعداد محدود حرکت‌ها و به ویژه کنترل‌های ضعیف، که به گفته آن‌ها اجرای حرکات خاص "بیشتر نیاز به کار دارد تا فان به نظر برسد " گیم‌پرو به هر دو نسخه جنسیس و سوپر نینتندو نظر منفی داد و از کنترل‌های ضعیف، حرکات ویژه غیر چشمگیر و sprites را که در قاب ثابت خوب است اما در انیمیشن زشت نشان می‌دهد را از نقاط ضعف بازی نام برد.
مجله Next Generation هر دو پورت بازی را بررسی کرد و از پنج ستاره دو ستاره به آن‌ها داد. برای نسخه سگا جنسیس، آنها اظهار نوشتند، «چشمان خود را معکوس کنید و می‌توانید قسم بخورید که در بسیاری از بازی‌های مبارزه‌ای دیگر بازی می‌کنید، این به معنای افتضاح لیگ عدالت نیست، این کاملاً طبیعی است.» برای نسخه سوپر نینتندو: «طرفداران کتاب‌های کمیک و طرفداران مبارز باید از آن یک لگد بزنند، اما همه افراد احتمالاً خمیازه می‌کشند.»